# Tallinna Tehnikaülikooli Korvpalliklubi
Il TalTech Basketball, anche chiamato TalTech/ALEXELA per ragioni di sponsorizzazione, è una società cestistica avente sede nella città di Tallinn, in Estonia. Fondata nel 1948, nella stagione 2010-11, in seguito alla fusione con il Tallinna Kalev dettero vita al TTÜ/Kalev, ma dopo una sola stagione, le due squadre si divisero e ritornarono ad avere ciascuna vita autonoma.
È la squadra di pallacanestro dell'Università Tecnica di Tallinn.
Gioca nel campionato estone e nella Lega Lettone-Estone.

## Roster 2024-2025
|    | Naz.               | Ruolo | Sportivo           | Anno | Alt. | Peso |  |
| -- | ------------------ | ----- | ------------------ | ---- | ---- | ---- |  |
| 1  | Estonia (bandiera) | P     | Siim-Markus Post   | 1997 | 184  | 90   |  |
| 2  | Estonia (bandiera) | AG    | Taavi Jurkatamm    | 1997 | 204  | 90   |  |
| 3  | Estonia (bandiera) | P     | Meiko Lindberg     | 2005 | 191  | 80   |  |
| 4  | Estonia (bandiera) | C     | Birk Birger Arop   | 2005 | 209  | 87   |  |
| 5  | Estonia (bandiera) | P     | Kaarel Välb        | 2004 | 192  | 81   |  |
| 6  | Estonia (bandiera) | A     | Oliver Metsalu (C) | 1993 | 196  | 90   |  |
| 11 | Estonia (bandiera) | AG    | Kristjan Kitsing   | 1990 | 205  | 105  |  |
| 14 | Estonia (bandiera) | G     | Aleksander Tassa   | 2004 | 195  | 91   |  |
| 15 | Estonia (bandiera) | P     | Ran Andre Pehka    | 2001 | 192  | 85   |  |
| 16 | Estonia (bandiera) | AP    | Rasmus Andre       | 2004 | 200  | 91   |  |
| 17 | Estonia (bandiera) | AP    | Indrek Sunelik     | 2000 | 200  | 90   |  |
| 33 | Estonia (bandiera) | AG    | Patrik Saal        | 2000 | 206  | 98   |  |
| 35 | Estonia (bandiera) | AG    | Simm-Marten Saadi  | 2005 | 206  | 106  |  |
| 41 | Estonia (bandiera) | G     | Carlos Jürgens     | 1998 | 196  | 90   |  |

### Staff tecnico
| Allenatore: | Alar Varrak  |
| Assistenti: | Toomas Annuk |

## Palmarès
- Coppa di Estonia: 1

2003